# Rue de l'Estrapade (film)
Pour la voie parisienne, voir rue de l'Estrapade.
Pour plus de détails, voir Fiche technique et Distribution.
Rue de l'Estrapade est un film français réalisé par Jacques Becker, sorti en 1953.

## Synopsis
Henri, pilote automobile, trompe sa femme, Françoise, avec une jeune mannequin. Françoise, après s'en être doutée, en a la confirmation par une de ses amies, Denise. Elle décide de quitter son mari et leur appartement, quai Louis-Blériot, en bord de Seine, dans le 16e arrondissement. Elle loue alors un logement modeste sous les toits, dans un vieil immeuble de la rue de l'Estrapade, derrière le Panthéon, et recherche du travail auprès d'un grand couturier. Henri, tout en poursuivant ses essais sur le circuit de Montlhéry, essaye de retrouver la trace de sa femme et de la reconquérir, même s'il tente aussi de séduire Denise. Le voisin de palier de Françoise, Robert, un jeune homme bohème, lui fait une cour assidue, à laquelle elle cède furtivement ; mais elle continue à aimer son mari.

## Fiche technique
- Titre : Rue de l'Estrapade
- Réalisation : Jacques Becker, assisté de Michel Clément, Jean-François Hauduroy
- Scénario, adaptation et dialogue : Annette Wademant, Jacques Becker
- Décors : Jean d'Eaubonne, assisté de François Sune
- Costumes : Jacques Heim, pour les robes
- Photographie : Marcel Grignon
- Opérateur : Billy Villerbue
- Son : Jacques Lebreton
- Montage : Marguerite Renoir
- Musique : Georges van Parys, Marguerite Monnot
- Chansons : Tous les mots, par Francis Lemarque ; Le Parapluie, par Georges Brassens
- Script-girl : Colette Crochot
- Ensemblier : Robert Turlure
- Régisseur général : Irénée Leriche
- Maquillage : Maguy Vernadet
- Coiffures : Simone Knapp
- Photographe de plateau : Henri Thibault
- Production : François Chavane
- Sociétés de production :  Cinéphonic, S.G.G.C, Filmsonor
- Directeur de production : Robert Sussfeld
- Distribution : Cinédis
- Tournage du 3 novembre 1952 au 9 janvier 1953, dans les studios de Billancourt et pour les extérieurs à Paris, à Clichy et à Montlhéry
- Pays :  France
- Format :  Noir et blanc - 1,37:1 - 35 mm - Son mono
- Durée : 100 minutes
- Genre : comédie romantique
- Date de sortie : 
  - France - 15 avril 1953
- Affiche : Jean Mascii (France)

## Distribution
- Anne Vernon : Françoise Laurent, la femme trompée d'Henri
- Louis Jourdan : Henri Laurent, pilote automobile, son mari infidèle
- Daniel Gélin : Robert, le locataire qui courtise Françoise, rue de l'Estrapade
- Jean Servais : Jacques Christian
- Micheline Dax : Denise, la copine de Françoise
- Jacques Morel : Marcel
- Pâquerette : Madame Pommier
- Jean Valmence : Roland
- Claude Larue : Corinne, une petite femme avec laquelle Henri a une passade sans lendemain
- Henri Belly : Freddy
- Marcelle Praince : Madame Fourcade
- Fernand Rauzena : Simon
- Michel Flamme : Patrick, un dessinateur
- Émile Genevois : P'tit Louis, un mécano
- Jean Ozenne : le concierge
- Joëlle Bernard : la voisine de Robert
- Marcel Rouzé : le furieux
- Lucienne Legrand : la vendeuse
- Émile Ronet : le patron du  café
- Dominique Marcas : la bonne de Denise
- Pierre Leproux : l'automobiliste
- Renée Gardès : la locataire grossière
- Christiane Minazzoli : la serveuse du café
- Françoise Honorat
- Denise Prêcheur
- Jean Riveyre
- Maurice Dorléac
- Claude Berri

## Autour du film
- Il s'agit de l'un des tout premiers films grand public où l'un des protagonistes (le couturier Jacques Christian interprété par Jean Servais) affiche clairement sa bisexualité.[réf. nécessaire]

- C’est le deuxième film en peu de temps où Daniel Gélin joue l’époux (ou ici le soupirant) d’Anne Vernon, après Édouard et Caroline.